# Flagship
Flagship fue un desarrollador de videojuegos independiente japonés fundada por Capcom, Nintendo y Sega por el diseñador de videojuegos Yoshiki Okamoto. Flagship a menudo ha creado escenarios para productos nuevos y ya existentes y ha desarrollado para Nintendo en varias ocasiones para Game Boy Color y Game Boy Advance. Su último videojuego fue Kirby: Squeak Squad para Nintendo DS.
En mayo de 2007, Capcom anunció que Flagship dejará de existir desde el 1 de junio de 2007 y sus empleados pasarán a trabajar en las oficinas centrales de Capcom.

## Concepción
Flagship fue fundada por Yoshiki Okamoto el 24 de abril de 1997. La empresa crea escenarios para juegos. El trabajo en este campo incluye material producido para Resident Evil Zero y Resident Evil: Code: Veronica. Flagship, trabajando bajo las direcciones de Capcom, con permiso de Nintendo, ha desarrollado también algunos juegos de la serie The Legend of Zelda y Kirby.
Flagship colaboró con Electronic Arts para un trabajo llamado "Hellgate: London" que es de género de rol o rpg

## Otros títulos
- Resident Evil: Code: Veronica
- Resident Evil Zero
- Kirby & The Amazing Mirror
- Kirby: Squeak Squad
- The Legend of Zelda: Oracle of Seasons y Oracle of Ages
- The Legend of Zelda: A Link to the Past y Four Swords
- The Legend of Zelda: The Minish Cap
- Bounty Hunter Sarah - Holy Mountain No Teiou